# Die Rückkehr der reitenden Leichen
Die Rückkehr der reitenden Leichen (Originaltitel El ataque de los muertos sin ojos; span. für ‚Der Angriff der augenlosen Toten‘) ist ein 1973 erschienener spanischer Horrorfilm von Amando de Ossorio, der auch das Drehbuch schrieb. Es handelt sich dabei um die Fortsetzung des 1971 veröffentlichten Die Nacht der reitenden Leichen und stellt den zweiten Teil einer vierteiligen Filmreihe dar. Der Film handelt von einer Kleinstadt, die von wiederauferstandenen Tempelrittern angegriffen wird, die dafür Rache nehmen, dass sie im Mittelalter von den Bewohnern der Gegend lebendig verbrannt wurden.

## Handlung
Im Mittelalter halten Tempelritter in der Berglandschaft von Berzano eine Blutmesse ab und töten in einem satanischen Ritual eine junge Frau. Aufgebrachte Bauern des naheliegenden Dorfes stürmen ihre Zuflucht und nehmen die Ritter gefangen, um sie für ihre Vergehen zu töten. Die Ordensleute drohen ihrerseits mit Wiederauferstehung und bitterer Rache. Der wütende Mob verbrennt den Beschuldigten die Augen, damit sie im Falle der prophezeiten Rückkehr das kleine Bauerndorf nicht auffinden können, und zündet sie an.
In der Gegenwart bereitet sich die inzwischen zur Kleinstadt herangewachsene Ortschaft auf die Festlichkeiten zur 500-Jahr-Feier der Verbannung der Templer vor. Bürgermeister Duncan plant zur nachgestellten Verbrennung von Ritter-Puppen ein aufwendiges Feuerwerk und lässt dafür Sprengmeister Jack Marlowe und sein Team kommen. Dieser begegnet bei seiner Ankunft Duncans jüngerer Verlobten Vivian, seiner verflossenen Liebschaft. Die zwei verlieben sich wieder und beschließen, nach dem Fest gemeinsam Berzano zu verlassen. Dies weckt den Unwillen des Bürgermeisters.
Von den Beteiligten kaum wahrgenommen, warnt der bucklige und behinderte Außenseiter Murdo die Gemeinschaft mit finsteren Andeutungen über die nahende Rückkehr der verfluchten Ordensleute. Seine Äußerungen bleiben jedoch ungehört. Zur nächtlichen Stunde begibt sich der gedemütigte Sonderling zum verfallenden Templeranwesen, wo er den hier bestatteten Toten eine Jungfrau opfert. Das Blut des ermordeten Mädchens lässt die skeletthaften Gestalten am Tag des Festes aus ihren Gräbern auferstehen. Murdo führt sie nach Berzano und wird dafür verschont. Rachsüchtig jagen die erblindeten, lebenden und teils berittenen Leichen die Nachfahren ihrer Mörder und richten während des Festes ein grausames Massaker an, bei dem unzählige Menschen sterben.
Lediglich sieben Festteilnehmer überleben – unter anderem ein verheiratetes Paar mit ihrer Tochter Nina – und finden in einer Kirche Unterschlupf, die von den untoten Tempelrittern belagert wird. Zu den Überlebenden gesellt sich auch der bereits im Gotteshaus versteckte Murdo. Jack übernimmt die Führung und verbarrikadiert mit den anderen Männern das Gebäude, da sie in dieser Nacht nicht mit Hilfe rechnen. Die romantischen Verflechtungen sind derweil geklärt. Vivian bekennt sich offen zu ihrer Jugendliebe Jack; Bürgermeister Duncan, der ebenfalls in der Kirche verweilt, spielt in ihrem Leben keine Rolle mehr.
Anstatt auf den Tagesanbruch zu warten, versuchen einige der Eingeschlossenen, allen voran der skrupellose Duncan, den Unterschlupf zu verlassen, ohne die anderen zu informieren. Nach und nach verringert sich so deren Anzahl, sie werden Opfer der Belagerer, die offensichtlich eine große Angst vor Feuer haben. Kurz vor dem Morgengrauen dezimiert sich die Gruppe der Eingeschlossenen auf Jack, Vivian, die kleine Nina und DaCosta, einem Gehilfen des zuvor getöteten Bürgermeisters. Der lüsterne DaCosta versucht Vivian zu vergewaltigen. Jack kommt ihr zu Hilfe und es kommt zu einem Handgemenge, wobei DaCosta in einen Speer fällt und tödlich verletzt wird.
Am Ende des Films verlassen Vivian, Jack und die nunmehr verwaiste Nina geräuschlos die Kirche, um die Kreaturen nicht auf ihre Fährte zu bringen. Sie stellen erstaunt fest, dass mit dem Tagesanbruch die Tempelritter erstarrt sind und zu Boden fallen. Das Trio wandert mit unbekanntem Ziel davon.

## Synchronisation
| Rolle                | Deutscher Sprecher  |
| -------------------- | ------------------- |
| Bürgermeister Duncan | Günther Sauer       |
| DaCosta              | Horst Naumann       |
| Murdo                | Fred Klaus          |
| Amalia               | Eva Kinsky          |
| Minister             | Christian Marschall |
| Jack                 | Michael Cramer      |

## Unterschiede zum Vorgänger
Im Gegensatz zum Original hat sich der Hintergrund um den Ort verändert: War die Abtei von Berzano im ersten Teil in einem ansonsten unbesiedelten Gebiet, zu dem man von der nächsten Siedlung mit dem Pferd reiten musste, ist in der Fortsetzung Berzano nun eine Kleinstadt, die unmittelbar bei den Ruinen der alten Festung der Templer liegt. Auch der Umgang mit der Geschichte weicht ab: Im Original wollte man über Berzano und die damals dort vorgefallenen Sachen nur ungern sprechen, es wurde sogar als schädigend für den Tourismus bezeichnet, während in der Fortsetzung eine Gedenkkultur besteht, so wird anlässlich des 500-jährigen Jahrestags der Verbrennung der Templer ein großes Fest gefeiert, bei dem als Erinnerung an die damaligen Vorgänge Puppen der Ritter verbrannt werden.
Was die Darstellung der untoten Reiter anbelangt, wurde in der Fortsetzung nun der Aspekt verworfen, dass die von den Untoten ausgesaugten Personen anschließend selbst zu Untoten werden.

## Kritiken
Das Lexikon des internationalen Films ist der Meinung, dass es sich hierbei um einen „zweitklassigen Horrorfilm aus der spanischen Reihe“ handele. Ähnlich äußert sich die Filmzeitschrift Cinema in ihrer Onlinepräsenz, die das „ohnehin dumm und arg verstümmelt[e]“ Werk als den „schwächste Beitrag der […] Reihe“ bezeichnet. Die Bewertung als „reinste[r] Horror“ klingt dagegen wie ein Lob.
Das Lexikon des Horrorfilms zitiert Rolf Giesen von der Zeitschrift Vampir, der schrieb, dass „Ossori sich bei der […] Zeichnung der Charaktere allzu sehr auf gängige Klischees“ verlasse, „die (diesen) Versuch, ins Banale abgleiten“ lassen würden. Wörtlich heißt es: „Der junge Held […] der alles weiß und dem alles gelingt […] die hübsche Heldin und ein kleines Mädchen personifizieren das ‚Gute‘ und dürfen demzufolge entkommen, während die anderen, die entweder ‚böse‘ sind oder sich dem Kommando des Helden widersetzten […] den Schwertern der Templer zum Opfer fallen; allen voran der schurkische Bürgermeister.“
Im Lexikon des Horrorfilms kommt auch Carsten Wrobel von der Science Fiction Times zu Wort, der feststellt, dass „einige technische gelungene Sachen aus dem ersten Film (das lautlose Auftauchen der Ungeheuer, ihr Lauschen, Suchen, Reagieren auf Herztöne, ihre zeitlupenhafte Gefährlichkeit) nur im Ansatz wiederholt wurden“ zugunsten einer Reduzierung „auf die Krimi-Struktur“, getreu dem Motto „Wer wird der nächste sein?“. Ferner kritisiert er, dass „die Erwartung des Zuschauers […] auf notwendige Opfer gelenkt, geschürt und befriedigt“ wird.
Carlos Aguilar bezeichnet 2004 im Band Horrorfilm der Reclam-Reihe Filmgenres den Film als „nur einen uninspirierten und langweiligen Abklatsch“ vom 1968 erschienenen Horrorklassiker Die Nacht der lebenden Toten.

## Sonstiges
- Lone Fleming, die im Vorgänger die Hauptrolle spielte, ist in der Fortsetzung in einer Nebenrolle zu sehen.